# Condado de Sherman (Kansas)
El condado de Sherman (en inglés: Sherman County), fundado en 1886, es uno de 105 condados del estado estadounidense de Kansas. En el año 2005, el condado tenía una población de 6,153 habitantes y una densidad poblacional de 2.2 personas por km². La sede del condado es Goodland. El condado recibe su nombre en honor al soldado William Tecumseh Sherman.

## Geografía
Según la Oficina del Censo, el condado tiene un área total de 2735 km² (1056,0 mi²), de la cual 2734 km² (1055,6 mi²) es tierra y 1 km² (0,4 mi²) (0.02%) es agua.

### Condados adyacentes
- Condado de Cheyenne (noreste)
- Condado de Rawlins (noreste)
- Condado de Thomas (este)
- Condado de Logan (sureste)
- Condado de Wallace (sur)
- Condado de Kit Carson, Colorado (oeste)

## Demografía

Pirámide de edades

Según la Oficina del Censo en 2000, los ingresos medios por hogar en el condado eran de $32,684, y los ingresos medios por familia eran $38,824. Los hombres tenían unos ingresos medios de $28,012 frente a los $20,927 para las mujeres. La renta per cápita para el condado era de $16,761. Alrededor del 12.90% de la población estaban por debajo del umbral de pobreza.

## Transporte

### Autopistas principales
- Interestatal 70
- US-24
- K-27

## Localidades
Población estimada en 2004;
- Goodland, 4,534 (sede)
- Kanorado, 230

## Municipios
El condado de Sherman está dividido entre 13 municipios. El condado tiene a Goodland como una ciudad independiente a nivel de gobierno, y todos los datos de población para el censo e las ciudades son incluidas en el municipio.

## Educación

### Distritos escolares
- Goodland USD 352